# Copichja
Copichja era la divinità zapoteca del Sole e della guerra.